# Molva macrophthalma
Molva macrophthalma е вид лъчеперка от семейство Lotidae. Видът не е застрашен от изчезване.

## Разпространение и местообитание
Разпространен е в Албания, Алжир, Босна и Херцеговина, Гибралтар, Гърция (Егейски острови и Крит), Испания, Италия (Сардиния и Сицилия), Малта, Мароко, Монако, Португалия, Словения, Тунис, Турция, Франция (Корсика), Хърватия и Черна гора.
Среща се на дълбочина от 9 до 1015 m, при температура на водата от 8,8 до 12,9 °C и соленост 35,4 – 35,6 ‰.

## Описание
На дължина достигат до 1,1 m.
Продължителността им на живот е около 20 години.